# Qianjin (Kaohsiung)
Qianjin (chinesisch 前金區, Pinyin Qiánjīn Qū, Tongyong Pinyin Ciánjin Cyu, Pe̍h-ōe-jī Chiân-kim-khu), auch Cianjin, ist ein Bezirk der taiwanischen Stadt Kaohsiung. Im Juni 2014 lebten hier 27.908 Menschen; mit einer Fläche von 1,86 km² ist Qianjin der drittkleinste Bezirk Kaohsiungs, weist jedoch die sechsthöchste Bevölkerungsdichte auf.

## Lage und Bedeutung

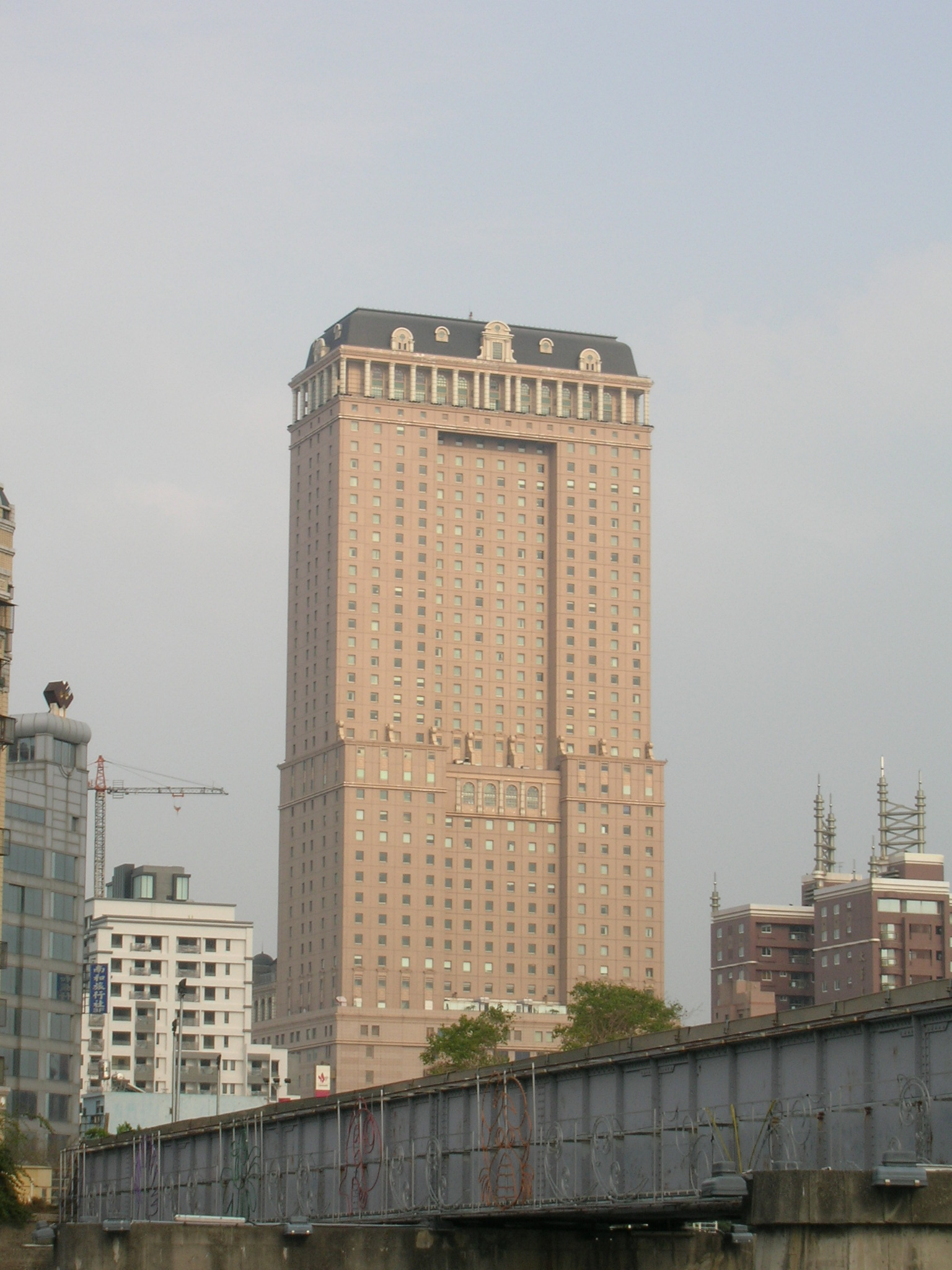
Das Han-Lai New World Center, Hotel und Kaufhaus im Bezirk Qianjin

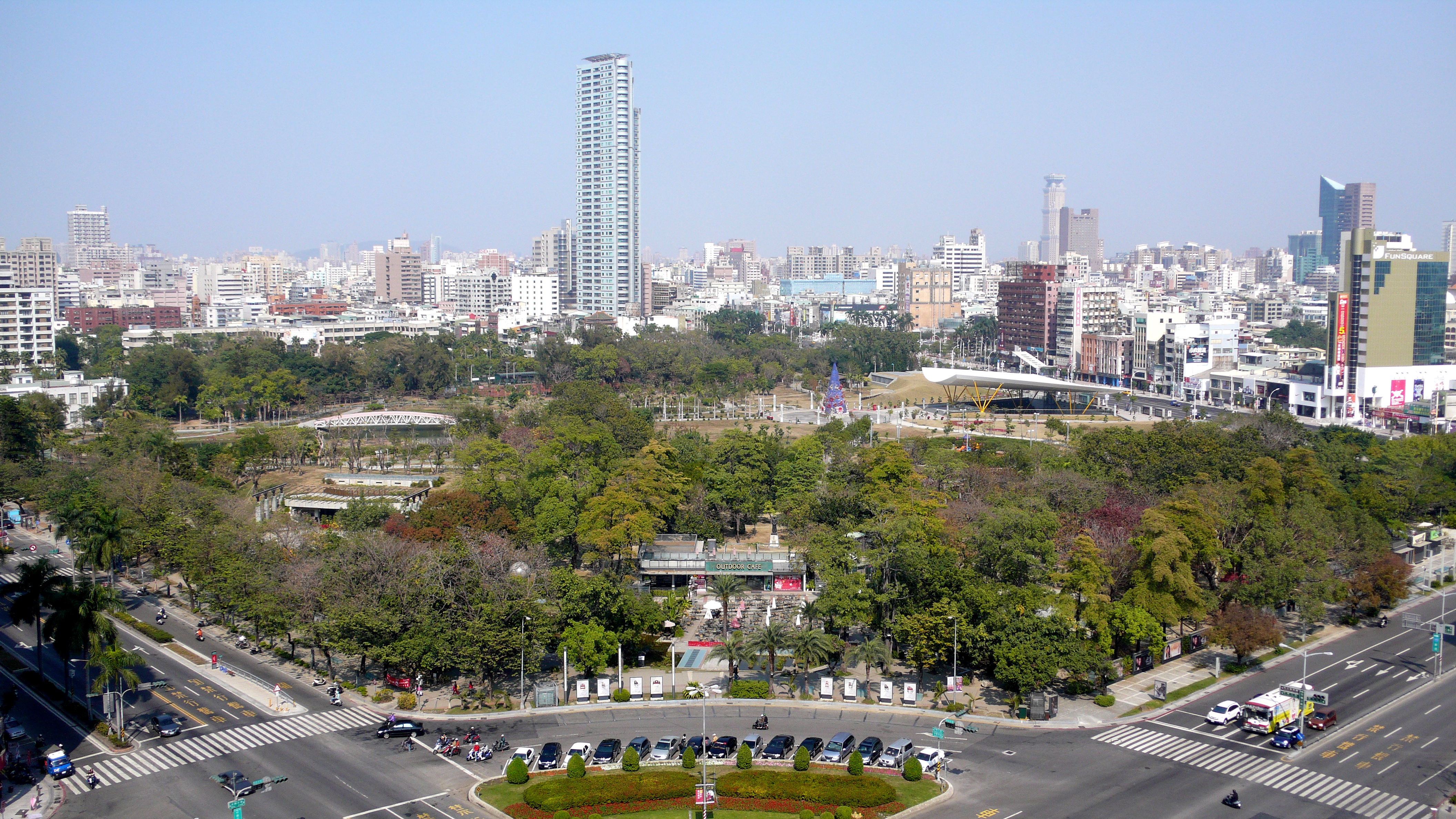
Der Kaohsiung-Zentralpark

Der zentral in der Kernstadt von Kaohsiung gelegene Bezirk ist von den Nachbarbezirken Sanmin, Xinxing, Lingya und Gushan umgeben. Der Bezirk liegt am nördlichen Ufer des Liebes-Flusses, kurz bevor dieser in den Hafen von Kaohsiung mündet. Mit seiner Nähe zur Keimzelle der Stadt, dem Kaohsiunger Hafen, gehört Qianjin zu den ältesten Teilen der Stadt. Von 1946 bis 2011 beherbergte der Bezirk den Stadtrat Kaohsiungs.
Zu den bedeutendsten Einrichtungen Qianjins gehören der Kaohsiung-Zentralpark und das Li-De-Baseballstadion. Des Weiteren befindet sich hier, entlang der Wufu Road, das Wufu-Geschäftsviertel mit einer Reihe von Kaufhäusern und Hotels. Die am Liebes-Fluss gelegene Kathedrale Unserer Lieben Frau vom Heiligen Rosenkranz bildet das Zentrum des Bistums Kaohsiung der katholischen Kirche.